# Płyn idealny
Płyn idealny, płyn doskonały (ang. perfect fluid) – płyn nielepki, w którym nie występują naprężenia ścinające i transport ciepła, a którego własności zależą jedynie od gęstości i ciśnienia. Model fizyczny płynu doskonałego można w niektórych sytuacjach stosować do przybliżonego opisu powolnego przepływu cieczy o małej lepkości i gazów, choć wskazana jest daleko idąca ostrożność w tym zakresie.

## Własności
Płyn idealny przenosi tylko naprężenia normalne (ściskające lub rozciągające), nie przenosi natomiast naprężeń stycznych (ścinających). W płynie idealnym nie występuje tarcie wewnętrzne między sąsiadującymi ze sobą warstwami płynu poruszającymi się z różnymi prędkościami a przejawiające się w postaci lepkości. Między takimi warstwami występuje poślizg doskonały nie pociągający za sobą żadnej dyssypacji energii. Do płynu idealnego nie odnosi się hydrodynamiczne prawo Newtona wiążące naprężenie styczne w płynie z szybkością ścinania.
Inaczej mówiąc, płyn idealny to płyn, który nie posiada lepkości.
Płyn idealny nie przykleja się do opływanych sztywnych ścianek, lecz może ślizgać się po nich w sposób doskonały, tj. bez tarcia międzyfazowego. W płynie idealnym jedynie składowa wektora prędkości normalna (tj. prostopadła) do ścianki jest równa zeru, natomiast składowa styczna jest na ogół różna od zera.
W płynie idealnym nie występuje szereg zjawisk spotykanych w przypadku płynów rzeczywistych, jak turbulencja, warstwa graniczna, opór czołowy, czy oderwanie warstwy granicznej, gdyż związane są one z istnieniem lepkości płynu. W rezultacie w tych samych warunkach fizycznych obraz przepływu płynu idealnego różni się niekiedy w sposób drastyczny od obrazu przepływu płynu rzeczywistego.

## Przepływ potencjalny
Przepływ płynu idealnego ma najczęściej charakter ruchu potencjalnego. Składowe {\displaystyle v_{x},\,v_{y},v_{z}} wektora prędkości płynu {\displaystyle {\vec {v}}} można wówczas przedstawić jako pochodne przestrzenne potencjału prędkości {\displaystyle \Phi {:}}
{\displaystyle v_{x}={\frac {\partial \Phi }{\partial x}},}
{\displaystyle v_{y}={\frac {\partial \Phi }{\partial y}},}
{\displaystyle v_{z}={\frac {\partial \Phi }{\partial z}}.}
Trzy powyższe równania zapisać można w postaci wektorowej jako:
{\displaystyle {\vec {v}}=\mathrm {grad} \,\Phi .}
Analiza przepływu polega wówczas na wyznaczeniu potencjału prędkości, gdyż wektor prędkości może być wtedy łatwo określony korzystając z podanych wyżej formuł.

## Zakres stosowalności modelu płynu idealnego
Należy być świadomym, że praktycznie w każdym płynie występuje tarcie wewnętrzne podczas jego ruchu. Płyn idealny jest zatem abstrakcją umysłową stworzoną dla uproszczenia sposobu opisu przepływów płynów. W przypadku zagadnień, w których dyssypacja energii na skutek tarcia wewnętrznego jest pomijalnie mała w porównaniu z innymi efektami hydrodynamicznymi lub termodynamicznymi, można z powodzeniem stosować model płynu idealnego do opisu ruchu płynu rzeczywistego. Często jednak oszacowanie a priori efektów związanych z lepkością jest trudne, a opieranie się w tych zagadnieniach na zwykłej intuicji często zawodzi. W konsekwencji nieuzasadnione pomijanie efektów związanych z lepkością płynów prowadzi czasami do paradoksów hydrodynamiki.
Model płynu idealnego stosuje się często do gazów, których lepkość jest niewielka, a w związku z tym efekty dyssypacyjne mogą być pominięte przy analizie przepływu. W przypadku przepływów z dużymi prędkościami (zwłaszcza porównywalnymi z prędkością dźwięku) efekty termodynamiczne występujące w gazie zdecydowanie przeważają nad efektami związanymi z tarciem wewnętrznym. Dlatego też w aerodynamice wysokich prędkości model płynu idealnego stosowany jest powszechnie.
Wiele cech płynu idealnego wykazują ciecze nadciekłe. Całkowity brak lepkości jest tu wynikiem efektów kwantowych ujawniających się w temperaturach bliskich absolutnego zera.

## Opis ruchu płynu idealnego
Opisem ruchu płynu idealnego zajmuje się hydrodynamika płynów idealnych.
Podstawowe równania ruchu płynu idealnego:
- równanie ciągłości przepływu
- równanie ciągłości strugi
- twierdzenie Thomsona o zachowaniu cyrkulacji prędkości
- hydrodynamiczne równanie Eulera
- równanie Bernoulliego
- równanie Laplace’a dla potencjału przepływu bezźródłowego
- równanie Poissona dla potencjału przepływu ze źródłami.

## Inne uwagi
Pojęcie płynu idealnego odróżniać należy od stosowanego w termodynamice pojęcia gazu doskonałego. To ostatnie pojęcie nie ma nic wspólnego z pomijaniem tarcia wewnętrznego w płynie i odnosi się do abstrakcyjnego gazu podlegającego bez ograniczeń równaniu stanu gazu doskonałego. Zaleca się zatem unikanie określenia płyn doskonały, gdyż jego konotacja jest niejednoznaczna i prowadzić może do ewentualnych nieporozumień.